# 진탕
진탕(陳湯, ? ~ ?)은 전한 말기의 군인으로, 자는 자공(子公)이며 산양군 하구현(瑕丘縣) 사람이다.

## 생애
박학다식하였으나 집안이 가난하였고, 고향에서는 인정받지 못하였다. 벼슬자리를 찾아 장안으로 상경하여 태관헌식승(太官獻食丞)이 되었다. 장안에서 친분을 쌓은 장발 덕분에 수재에 천거되었으나, 대기발령 중 부친상을 당했음에도 고향에 가지 않아 사례교위의 탄핵을 받았고, 결국 하옥되었다.
훗날 다시 천거를 받아 낭(郞)이 되었고, 종종 외국에 사자로 파견되었다. 이후 서역부교위(西域副校尉)가 되어 서역도호 감연수와 함께 서역으로 부임하였다.
서흉노의 질지선우가 중앙아시아의 여러 민족과 국가를 쳐서 세력을 확장하고 강거 땅 도뢰수 유역에 새로이 수도성을 건설하자, 서흉노가 장차 한나라의 서역경영의 위협이 될 것이라 여겨 건소 3년(기원전 36년) 감연수와 함께 질지선우를 칠 계획을 세웠다. 감연수는 먼저 원제에게 보고하자고 하였으나 진탕은 먼저 행동에 옮기자고 하였다. 마침 감연수가 병든 틈을 타, 결국 칙명을 날조하여 서역 국가들의 병력과 거사무기도위(車師戊己都尉)와 도호 휘하의 둔전병을 합쳐 4만 명을 동원하였다. 감연수는 이를 말리려 하였으나 진탕이 칼을 끼고 협박까지 하며 고집을 피우니 결국 따랐고, 질지선우를 치러 출발했다. 도중에 오손의 수도 적곡성 주변을 약탈하는 강거부왕 포전(抱闐)을 만나 무찔렀고, 강거로 들어가 질지선우에게 불만을 품은 강거의 귀인들을 길라잡이로 삼아 질지선우의 도성까지 이르러 성을 함락하고, 농성하다 전사한 질지선우의 수급을 취했다(질지 공성전). 그러나 칙명을 날조한 데다가, 감연수가 예전에 중서령 석현의 누이와의 결혼을 거절한 일 때문에, 석현과 승상 광형은 이를 탐탁치 않게 여겼으나, 유향의 진언으로 원제의 용서를 받고 관내후에 봉해졌다. 그러나 성제 즉위 후, 기어코 광형의 탄핵을 받아 파면되었다. 또 강거의 왕이 보낸 인질이 그의 친자식이 아니라고 상주하였는데, 허위로 밝혀져 하옥되었고, 사형 판결을 받았으나 태중대부 곡영의 변호로 작위가 박탈되고 목숨을 건졌다.
서역도호 단회종이 오손의 공격을 받아 포위되어, 주변 나라들의 병력을 동원하게 해달라는 요청을 하였다. 승상 왕상·대장군 왕봉은 여러 날을 의논하였으나 결론을 내지 못하였고, 자문을 부탁받은 진탕은 5일 안으로 포위가 풀렸다는 전갈이 올 것이니 걱정하지 않아도 된다고 하였다. 과연 4일 후 그러한 전갈이 왔고, 왕봉은 진탕을 종사중랑(從事中郞)에 임명하고 그를 중용하였다.
진탕은 왕망을 열후에 봉해야 한다고 상주하기도 하고, 또 비리를 저질러 하옥된 태수를 변호하기도 하는 등, 청탁을 받고 상주문을 많이 썼다. 이후 장작대장 해만년과 함께 창릉(昌陵) 조성을 밀어붙이다가 실패한 죄로 돈황에 유배되었고, 서역에서 명성이 있었기 때문에 안정으로 옮겨졌다. 나중에 의랑(議郞) 경육(耿育)의 변호로 장안에 돌아와 여생을 보냈다.
훗날 정권을 잡은 왕망은 진탕의 은혜에 보답하기 위하여 파호장후(破胡壯侯)에 추증하였고, 아들 진빙을 파호후에 봉하였다.

## 출전
- 반고, 《한서》 권18 외척은택후표·권70 부상정감진단전

중국어 위키문헌에 이 글과 관련된 원문이 있습니다. 한서 권70 부상정감진단전
| 선대 - | 전한의 파호후 (추증) | 후대 (사실상) 아들 진빙 |